# Deiregyne falcata
Deiregyne falcata är en orkidéart som först beskrevs av Louis Otho Otto Williams, och fick sitt nu gällande namn av Leslie Andrew Garay. Deiregyne falcata ingår i släktet Deiregyne, och familjen orkidéer. Inga underarter finns listade i Catalogue of Life.